# Abul Gharib
|  | Dieser Artikel oder Abschnitt wurde wegen inhaltlicher Mängel auf der Qualitätssicherungsseite der Redaktion Geschichte eingetragen (dort auch Hinweise zur Abarbeitung dieses Wartungsbausteins). Dies geschieht, um die Qualität der Artikel im Themengebiet Geschichte auf ein akzeptables Niveau zu bringen. Dabei werden Artikel gelöscht, die nicht signifikant verbessert werden können. Bitte hilf mit, die Mängel dieses Artikels zu beseitigen, und beteilige dich bitte an der Diskussion! |

Magister Abul Gharib Arsruni (Apnelgaripes, Abelgarib, Aplłarib Artsruni, Abu ’lgharib Artsuni) aus Vaspurakan, Sohn des Hassan und Enkel des Chach'ik Kuln (Xacîʿk) (Smbat) oder Sohn des Xacîʿk (Vardan), war ab 1042 (?) byzantinischer Statthalter von Kilikien mit Sitz in Tarsus. Nach Kurkijan war er ein Verwandter des Oschin von Lampron.
Nach dem kurz nach 1267 verfassten Werk des Vardan Arewelcʿi habe Abul Gharib Missis, Adana, Lampron und Barbaron kontrolliert. Seine Tochter sei mit David, dem Sohn des Bagratiden Gagik II. verheiratet gewesen, der Kaisareia (Kayseri) beherrscht habe und ein erbitterter Feind der Romäer gewesen sei. Abul Gharib habe David gefangen genommen, da er ihn nicht gemocht habe. Sein Vater habe versucht, ihn zu befreien, sei aber wurde unterwegs erwürgt und David von Abul Gharib vergiftet worden. Kirakos berichtet dagegen, Gagik sei von den drei Söhnen Pantaleons von Kybistra/Kyzistra getötet und sein Leichnam auf den Wällen der Burg zur Schau gestellt worden. Seine Truppen zerstreuten sich daraufhin. Matthias von Edessa erwähnt einen Besuch von Gagik bei Abul Gharib wegen einer vage als solche bezeichneten Verwandtschaftsangelegenheit, die nicht freundschaftlich gelöst werden konnte, und sei auf der Rückreise in einen Hinterhalt der Byzantiner geraten, gefangen genommen und auf Veranlassung des Philaretos Brachamios erdrosselt worden.
Mehrere Siegel des Aplłarib wurden in der Levante (Türkei, Zypern, Libanon) gefunden. Eines zeigt beispielsweise St. Georg mit der Beischrift »῾Ο ἅγιος Γεώργιος. / (Κύριε βοήθει τῷ σῷ δούλῳ ᾿Απνελγαρίπῃ βέστῃ)« („St. Georg. Herr, hilf Deinem Diener, dem vestis Apnelgaripes“.)